# Spathius aeolus
Spathius aeolus är en stekelart som beskrevs av Nixon 1943. Spathius aeolus ingår i släktet Spathius och familjen bracksteklar. Inga underarter finns listade i Catalogue of Life.